# Dinocheirus altimanus
Espèce
Synonymes
- Chelifer altimanus Ellingsen, 1910
- Dinocheirus magnificus Hoff, 1946
- Dinocheirus magnificus superior Hoff, 1946

Dinocheirus altimanus est une espèce de pseudoscorpions de la famille des Chernetidae.

## Distribution
Cette espèce est endémique du banc de Porto Rico. Elle se rencontre aux îles Vierges des États-Unis et à Porto Rico.

## Description
Le mâle holotype mesure 3,15 mm.

## Publication originale
- Ellingsen, 1910 : Die Pseudoskorpione des Berliner Museums. Mitteilung aus dem Zoologischen Museum in Berlin, vol. 4, p. 357-423 (texte intégral).